# Gesù Nuovo
A Gesù Nuovo templom Nápoly történelmi központjában.

## Története
A templom helyén Roberto Sanseverino salernói herceg 1470-ben épített palotája állt. A jezsuitáknak abban az időben volt már egy templomuk Nápolyban a Gesù Vecchio. Politikai intrikák vádjával a palotát elkobozták és az 1580-as években eladták a jezsuitáknak, akik 1584-1601 között templomot emeltek a helyén Giuseppe Valeriano építész vezetése alatt. Miután a jezsuitákat kiűzték a városból, 1767-ben a templom a ferencesekhez került. A jezsuiták 1821-ben tértek vissza.

## Leírása
A faragottkő homlokzat eredeti. A boltozat freskói Belisario Corenzio és Paolo de Matteis alkotásai. A templom egyik értékes barokk műalkotása Francesco Solimena Heliodórusz kiűzése a jeruzsálemi templomból (1725). A pillérek evangelistákat ábrázoló freskói Giovanni Lanfranco alkotásai. A boltozat apszisig terjedő részének, Szűz Mária életének mozzanatait megörökítő freskói Massimo Stanzione alkotásai.
A három fekete márvány talapzaton nyugvó bronz dombormű: Emmausz vacsorája (Salvatore Irdi műve), az Oltáriszentség ígérete, valamint Leonardo da Vinci Utolsó vacsorájának reprodukciója (mindkettő Gennaro Calì munkája).
Az oltár felett az oltáriszentség didaktikai és történeti szimbólumai találhatóak, nyolc szent mellszobra, akik az eucharisztiát dicsőítik, felettük liège-i Szent Julianna, Kostka Szent Stanislaus, Aquinói Szent Tamás, Borgia Szent Ferenc, Thienei Szent Kajetán és canterburyi Lanfranc medál alakú festményei (Gennaro Calì és Costantino Labarbera munkái)
A kápolna oltára Massimo Stanzione alkotása. Az oltár alatti bronz urnában őrzik Moscati Szent József (1880-1927) földi maradványait. Az egykori biokémia-tanár és a nápolyi Gyógyíthatatlan Betegek Kórházának orvosát 1997. szeptember 25-én avatta szentté II. János Pál pápa. Életének mozzanatait az urna domborművei mutatják be (Amedeo Garufi alkotása).
A főoltár Xavéri Szent Ferenc Szűz Mária jelenéseit ábrázolja, Giovanni Bernardino Azzolino műve. Az oltár boltozatának freskói Corenzio és De Matteis alkotásai és a szent életének mozzanatait ábrázolják.
A Borgia Szent Ferenc (1510-1572) kápolnában elhelyezett vászon Sebastiano Conca műve.
A jobb oldali hajó végében található a Szent Szív-kápolna, amely egykor a Szentháromság kápolnája volt. Belisario Corenzio freskói díszítik. A Szentháromság festménye, amely Guercino műve a Szent Ignác kápolna egyik oldalát díszíti.
A két hatalmas ereklyetartót 1617-ben készítette Giovanni Battista Gallone fafaragó mester. Mindegyiket hetven szent aranyozott, faragott mellszobra díszíti.
A sekrestye freskói Aniello Falcone művei.